# Maison médicale
 (mars 2013).
Si vous disposez d'ouvrages ou d'articles de référence ou si vous connaissez des sites web de qualité traitant du thème abordé ici, merci de compléter l'article en donnant les références utiles à sa vérifiabilité et en les liant à la section « Notes et références ».
 (novembre 2019).

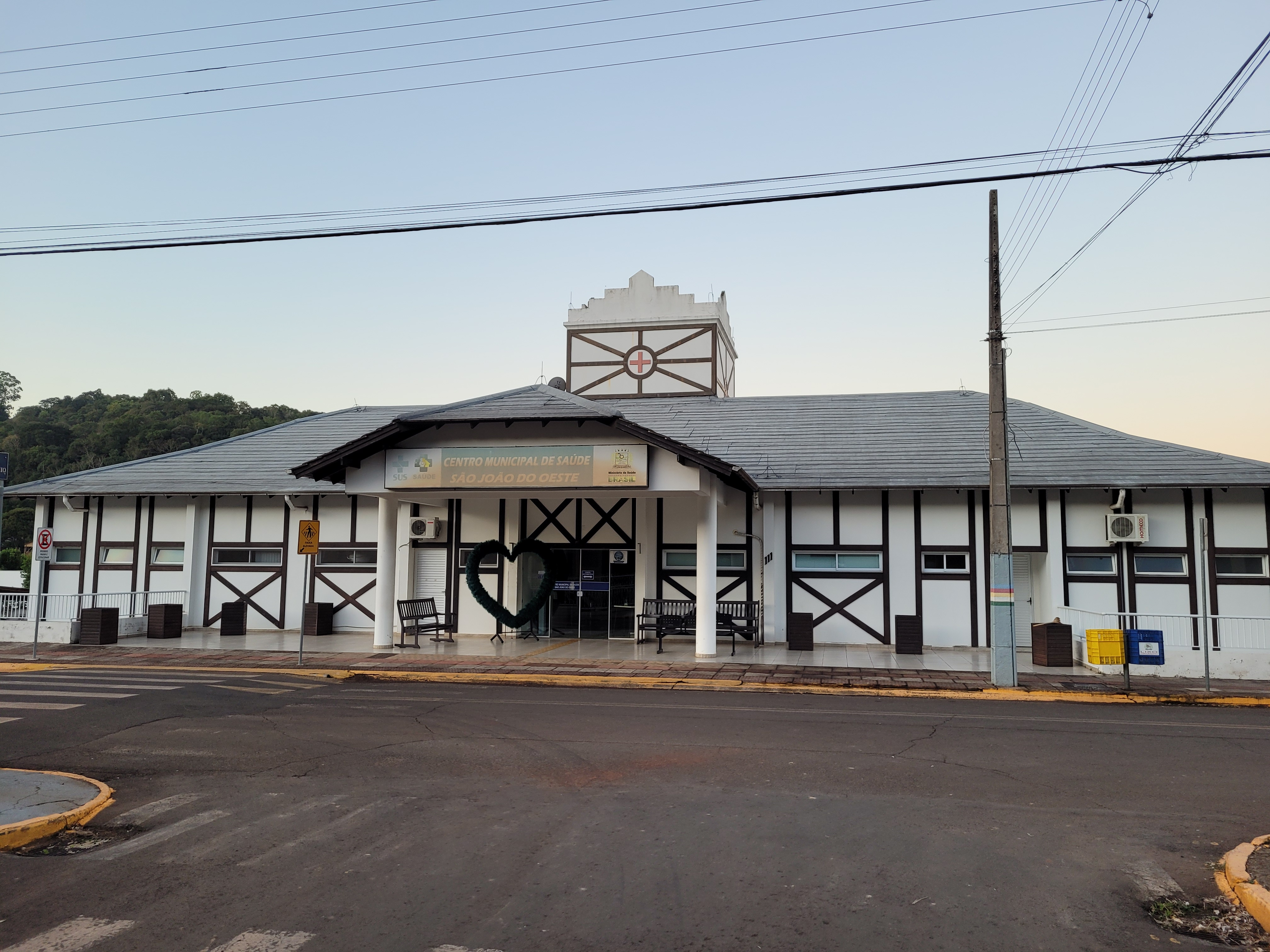
Maison médicale de Saúde São João do Oeste au Brasil

Les maisons médicales sont, en Belgique, des équipes pluridisciplinaires dispensant des soins de santé primaires, continus, polyvalents et accessibles à toute la population. 
Leurs actions visent une approche globale de la santé, considérée dans ses dimensions physiques, mais aussi psychiques et sociales et une approche intégrant le curatif, préventif et la promotion de la santé. Elles inscrivent leur activité tant dans l’accompagnement individuel que dans une perspective plus collective et de santé publique, de promotion de la santé. Les maisons médicales s'appuient sur une dynamique de participation communautaire et cherchent à développer l'autonomie des individus dans la prise en charge des problèmes de santé. Elles intègrent leurs actions en partenariat avec le réseau local.
Les maisons médicales sont des structures autogestionnaires, c’est-à-dire que chaque travailleur peut être membre de l’assemblée générale de l’ASBL et participer à l’organisation et à la gestion du projet.

## Histoire
En 1946 l’organisation mondiale de la santé (OMS) définissait la santé de cette manière : « La santé est un état de complet bien être physique, mental et social et ne consiste pas seulement en une absence de maladie ou d’infirmité ».
La conférence internationale d’Alma-Ata sur les soins de santé primaires en 1978 reprendra cette définition en soulignant la nécessité de considérer la santé comme un droit fondamental de l’être humain, supposant en outre « la participation de nombreux secteurs socio-économiques autres que celui de la santé ». En 1983, un premier décret est voté par la Communauté française de Belgique qui soutient les maisons médicales pratiquant le financement forfaitaire et comptant une association de patients. Ce décret sera abrogé en 1986.
En novembre 1986, la Charte d’Ottawa pour la promotion de la santé confirme cette réflexion en insistant sur le renforcement des politiques urbaines de santé publique, le lien entre les individus et leur milieu, les actions collectives et notamment la participation, le développement des capacités individuelles en visant l’éducation à la santé et enfin la diminution des inégalités en matière d’accès aux soins de santé.
Les premières maisons médicales sont apparues au début des années 70. À cette époque, dans les pays industrialisés, les développements de la science favorisaient la promotion des pratiques médicales centrées sur l'hôpital. Ces pratiques étaient surtout axées sur le diagnostic et le traitement des maladies et beaucoup moins sur le patient et sur la définition de politiques de santé et de prévention.
Face à ces évolutions, une pratique plus proche de la population et assurant une continuité des soins se développe de manière spontanée puis se structure progressivement et une définition claire des objectifs est énoncée. Il s’agira d’offrir des soins globaux, intégrés, accessibles et continus à partir d'une équipe pluridisciplinaire.
L'objectif des maisons médicales est de traiter chaque patient dans sa globalité, en considérant son état physique, mais aussi social, psychologique, économique, et en attachant de l’importance à développer son autonomie. Il est aussi d’inscrire ces accompagnements individuels dans une perspective plus collective et de santé publique, de promotion de la santé.
L’ancrage local des maisons médicales leur permet d'être à l'écoute de leur public, voire d'intervenir ainsi dans la gestion de sa santé.

## Encadrement légal et subvention

### Fédéral
Les maisons médicales sont soumises au système de financement par capitation assuré par l'INAMI en vertu de l'article 52 de la loi du 14 juillet 1994 relative à l'assurance maladie obligatoire pour les soins et les prestations médicales. Elle en fixe les conditions (voir Financement par capitation).
Une évaluation par l'intermédiaire d'un rapport d'activité décrivant les temps de travail et l'organisation de la maison médicale est demandée annuellement par l'INAMI.

### Agrément de la Communauté Française (Wallonie)
En Wallonie, la Communauté Française de Belgique dispose d'un agrément fixé par le code wallon réglementaire de l'Action sociale et de la Santé (CWASS) essentiellement pour ce qui attrait aux dispositions relatives aux subventions accordées dans le secteur de la politique de la santé et de l’aide aux personnes. Le décret sera modifié le 24 novembre 1994 au niveau de l’agrément et au subventionnement des associations de santé intégrée, pour être modifié une nouvelle fois le 27 mai 1999 et le 24 novembre 1999, toujours en matière d’agréation et de subventionnement. 

### Agrément de la Commission communautaire francophone (Bruxelles)
Le décret de la communauté Française sera modifié par la COCOF par le décret 05.03.2009 relatif à l'offre de services ambulatoires fixe les normes d'agrément de la COCOF pour les maisons médicales. En plus de leurs fonctions de soins de santé primaires, le décret fixe également des normes d'objectifs, de fonctionnement et de structure : organisation de la promotion de la santé, intégration de professionnel psycho-sociaux, organisation d'un observatoire de la santé. Son accréditation se fait sur base de candidature et n'est pas systématiquement accordée.
L'évaluation de ce décret prévoit la tenue d'un rapport d'activité annuel par les maisons médicales, la mise à disposition de données de santé publique, ainsi que des contrôles et inspections par des agents de la COCOF. 

### Flandre
Il n'existe pas de textes légaux régionaux ou communautaires en Flandre définissant ou subventionnant les maisons médicales. La Flandre réforme actuellement la première ligne de soins.

## Soins de santé primaires
- Continus

La maison médicale travaille dans une logique de suivi à long terme. Grâce à la tenue d’un dossier santé individuel et pluridisciplinaire, chaque décision prend en compte l’ensemble de l’histoire de santé de chaque patient.
- Permanents

La maison médicale est ouverte au moins dix heures par jour du lundi au vendredi avec un accueil de qualité qui reçoit les demandes de soins sur place ou par téléphone. En dehors des heures d’ouverture, la maison médicale s’organise pour assurer une garde médicale, que ce soit la nuit, les week-ends et jours fériés, le plus souvent en collaboration avec les gardes de population organisées par les cercles de médecine générale.
Les soins infirmiers et kinés chroniques sont également assurés en dehors des heures d’ouverture chaque fois que c’est nécessaire.
- Accessibles

La maison médicale favorise l'accessibilité géographique en s’efforçant de concentrer ses activités sur un périmètre géographique pas trop étendu autour de son siège d’activité et en multipliant les différentes formes de permanence et de contact (consultations libres, rendez-vous, garde de jour, visites à domicile…). La maison médicale veille également à mettre en place des conditions d’accessibilité culturelle, par la mise à disposition de traducteurs chaque fois que possible mais aussi par un souci d’information des travailleurs sur les différentes cultures pour mieux les respecter et les intégrer dans les pratiques.
Enfin, elle met en place des conditions d’accessibilité financière qui visent les patients couverts par leur mutuelle mais également les patients sans aucune couverture sociale.
La plupart des maisons médicales fonctionnent au forfait, (Le système de paiement forfaitaire existe depuis 1982 et est accessible à tout prestataire, médecin généraliste, kinésithérapeute, infirmier(ère) ayant signé ces accords), dans ce cas le patient inscrit ne paye plus ni consultations, ni visites.
- Intégrés

Outre les soins curatifs donnés au quotidien, la maison médicale organise des campagnes de prévention, notamment en ce qui concerne les vaccinations et les dépistages de différents cancers, ou des maladies chroniques fréquentes (cardiovasculaires, diabète). Elle s’intègre également dans une démarche d’éducation pour la santé et de santé communautaire.
L’utilisation du dossier santé informatisé pluridisciplinaire et commun permet à la maison médicale d’étudier sa population. Ainsi, elle pourra mettre sur pied divers projets de promotion de la santé appropriés. Les travailleurs de la maison médicale s’engagent, dès lors, dans un processus de formation continue dans les domaines curatif, préventif et de la promotion de la santé.
- Globaux

La maison médicale considère la personne dans sa complexité et prend en compte non seulement les aspects biologiques mais aussi les aspects psychologiques, familiaux, sociaux, culturels et économiques qui influencent la santé.

## Fonctionnement
La fonction première d’une maison médicale est de donner des soins à la population consultante, le premier niveau d'organisation de la gestion étant dès lors celui de l'organisation des soins. Continuité, accessibilité, globalité et intégration nécessitent :
- Horaires, gardes, agenda, téléphone, etc. ;
- Tenue à jour des dossiers santé ;
- Circulation de l'information entre les thérapeutes et avec les patients ;
- Adéquation des soins fournis aux besoins identifiés et à la demande exprimée ;
- Adaptabilité des pratiques et des réponses à l'évolution des problèmes rencontrés ;
- Polyvalence, complémentarité et coordination des travailleurs de santé.

Pour une meilleure prise en charge de leur santé par les usagers, outre le travail de conscientisation individuelle des patients sur leur état de santé et les possibilités de le préserver et de l’améliorer, divers projets de promotion de la santé plus collectifs sont réalisés par les maisons médicales soit au quotidien soit à plus long terme. La maison médicale tente de susciter la participation de la population et pour ce faire, elle s’intègre dans le quartier et s’appuie sur le tissu social local.

## Principaux secteurs représentés en maison médicale
L’accueil
C'est la plaque tournante et une fonction capitale au sein de la maison médicale. Son tout premier rôle est d’être l’interface entre tous les acteurs d’une maison médicale. L’accueillant(e) est la personne qui reçoit la demande et oriente celle-ci, mais c’est aussi une personne qui offre une écoute aux patients. Aussi l’intégrer dans l’équipe soignante a-t-il tout son sens. Les personnes chargées de l’accueil assurent également une grande part de travail administratif, la gestion des agendas de chaque membre de l’équipe, le classement des protocoles et des dossiers,… L’accueil c’est aussi un lieu. L’endroit sera chaleureux et permettra la confidentialité des échanges si nécessaire.
Le secteur de médecine générale
Il prend en charge les soins curatifs et participe aux actions de prévention ainsi que d’éducation à la santé. Les contacts avec les patients ont lieu en consultation ou en visite à domicile dans le cadre du dossier médical global (DMG). Des gardes en dehors des heures d’ouverture de la maison médicale sont organisées, souvent en réseau avec les autres médecins généralistes du quartier, afin de permettre une disponibilité des soins 24h/24.
Le secteur des soins infirmiers
Il prend en charge un ensemble d’actes infirmiers dont les prises de sang, les soins de plaies, les injections, les toilettes, etc. De plus, ce service propose une aide à la compliance médicamenteuse, des séances d’éducation à la santé et l’accompagnement des pathologies chroniques. Pour cela, un dispensaire et des visites à domicile sont organisés. Les soins chroniques sont également assurés en dehors des heures d’ouverture de la maison médicale.
Le secteur de la kinésithérapie
Il prend en charge notamment les pathologies ostéo-articulaires et musculaires, la kinésithérapie respiratoire, pré- et post-natale, la relaxation, l’école du dos et autres activités collectives. Ces soins sont dispensés soit en consultation sur rendez-vous, soit à domicile.
Le secteur social
Il prend en charge toute demande sociale pouvant déboucher soit sur une réponse immédiate et ponctuelle, soit sur vers une réorientation vers un service social plus spécialisé. Il peut également accompagner le patient dans une série de démarches à effectuer. Ce secteur est central dans la mise en réseau avec les institutions et associations de la région avec lesquelles la maison médicale est amenée à collaborer. Il participe fréquemment aux projets de santé communautaire.
Le secteur psychologique
Son rôle principal sera le soutien aux autres disciplines dans l'abord nécessaire des problématiques sur le plan psycho-relationnel. Également, il pourra réaliser l’anamnèse psycho-relationnelle et s’occuper du suivi psychothérapeutique de patients en jouant un rôle de liaison avec d’autres services ou professionnels du secteur de la santé mentale.
Les secteurs de santé communautaire et de promotion de la santé
Ils développent des activités visant la population locale, en partenariat avec certaines structures déjà présentes (réseaux, écoles,…), dans le but premier de permettre à la population de rester ou redevenir acteur de sa santé. Ils soutiennent la participation des habitants et / ou usagers. Les activités de santé communautaire et promotion de la santé se réalisent avec la collaboration de travailleurs des différents secteurs professionnels.
Le secteur de la gestion
Il reprend la gestion de la facturation (forfait, acte, tiers-payant), la gestion des ressources humaines, la gestion administrative, la gestion financière (la comptabilité, le budget…), la gestion logistique, etc.

### En plus de ces secteurs, diverses activités sont réalisées
- Le travail en réseau avec certains partenaires déjà bien connus tels que les CPAS, les Associations et cercles des Médecins Généralistes, l’O.N.E, le rôle de garde de médecine générale, les hôpitaux, les écoles, les autres acteurs de soins et services ambulatoires, les autres associations locales,…
- Le recueil de données à des fins d’observatoire de la santé, local ou plus global. L’encodage quotidien comprendra notamment le nombre et le type de contacts-patients, le statut des patients, le nombre et le type de pathologies chroniques, les statistiques relatives au dépistage (du cancer du sein, du col de l’utérus,…) et aux vaccinations. Cette activité constitue une des priorités dans un but d’analyse et de description socio-sanitaire de la population-cible mais aussi dans un but d’orientation des différentes activités. Elle peut aussi contribuer à une fonction d’analyse épidémiologique plus globale, en rassemblant ces données avec celles d’autres acteurs (et notamment les autres maisons médicales) à une échelle de population plus large.
- Des réunions d’échange et de coordination entre les membres de l’équipe sont régulièrement organisées, la transmission d’informations est promue au sein de l’équipe ainsi que vers les partenaires. Les maisons médicales sont des Associations sans but lucratif (ASBL) fonctionnant de manière autogérée, chaque travailleur est membre de droit de l’Assemblée générale et possède ainsi une voix délibérative. Des réunions hebdomadaires sont organisées en tant que lieux de débat, d’une part pour l’’échange et la prise de décisions par rapport à la prise en charge des patients, d’autre part concernant l’organisation même de la maison médicale.
- Le système de payement forfaitaire, par la centralisation du financement, favorise la concrétisation de la mise en œuvre de l’ensemble de la politique des maisons médicales. Il est pratiqué dans la majorité des maisons

## Modes de paiement
Le fonctionnement forfaitaire est majoritairement utilisé. Certaines maisons médicales toutefois minoritaires fonctionnent – temporairement ou définitivement - au paiement à l’acte.

### Le paiement à l’acte
Il s'agit du système traditionnel. Le patient paie le  prix de la visite ou de l’acte technique, en fonction des tarifs convenus par la convention médico-mutualiste. Le patient est ensuite remboursé par son organisme assureur. Ce qui reste à charge du patient est le ticket modérateur.

### Le paiement forfaitaire
En juillet 1982, le Comité de gestion des soins de santé de l’INAMI adoptait le règlement fixant les modalités de paiement dans le cadre forfaitaire. Il s’agit d’un accord entre les maisons médicales, l’INAMI et les organismes assureurs.  Un contrat est signé entre ces différents acteurs.  En pratique, l’organisme assureur paye tous les mois et par personne abonnée une somme forfaitaire.  Que les services soient utilisés ou non, cette somme est payée.
Le forfait porte sur les médecins généralistes, les soins infirmiers et les kinésithérapeutes, que le service soit rendu à la maison médicale ou à domicile.

## Bâtiment à l'UCLouvain Bruxelles Woluwe
La Maison médicale, couramment surnommée « Mémé », constitue l'un des principaux bâtiments sur le campus UCLouvain Bruxelles Woluwe, situé au centre de Louvain-en-Woluwe. Bien que son nom possède la même origine que les institutions de soins primaire, la Mémé est en réalité un vaste bâtiment aux fonctions multiples, avec des logements étudiants aux étages. Son architecture participative et transdisciplinaire remarquable, anti-moderniste et anti-fonctionnaliste, est l'œuvre de l'architecte Lucien Kroll. La conception rappelle un bidonville par l'utilisation de multiples matériaux, d'absence de symétrie, un aspect chaotique et des couleurs différentes. Le bâtiment est conçu de manière ambivalente avec deux « ailes » qui s'opposent : Lucien Kroll considère d'une part « l’aile fasciste », aux espaces identiques rabattus sur un long couloir, et d'autre part une aile aux espaces modulables, des variations d'élévation au sein de chaque pièce et des couloirs sinueux. Des kots partagés sont également construits, appelés les « granges ».